# Nelima nigricoxa
Nelima nigricoxa is een hooiwagen uit de familie Sclerosomatidae.